# Crotalaria brevicornuta
Crotalaria brevicornuta är en ärtväxtart som beskrevs av Roger Marcus Polhill. Crotalaria brevicornuta ingår i släktet sunnhampor, och familjen ärtväxter. Inga underarter finns listade i Catalogue of Life.